# Vitlysing
Vitlysing (Lysimachia clethroides) är en växtart i familjen Ardisiaväxter som förekommer naturligt från östra Ryssland till sydvästra och centrala Kina samt i Korea och Japan. Arten odlas som trädgårdsväxt i Sverige.

## Synonymer
Lysimachia clethroides var. crassifoliosa Konta